# Орден Святого Иосифа
Орден Святого Иосифа (итал. Ordine di San Giuseppe, нем. Orden des heiligen Josephs) — тосканский рыцарский орден, основанный в 1514 году и существовавший как на территории Италии (в Тоскане), так и в Германии (в Великом герцогстве Вюрцбургском).

## История
Орден Святого Иосифа был основан в Италии в начале XVI века. 19 марта 1807 года он был восстановлен великим герцогом Фердинандом III на территории Вюрцбургского великого герцогства. После возвращения Фердинанда III в Тоскану, в 1817 году он восстановил этот орден и там. После присоединения Тосканы к единому итальянскому государству Орден Святого Иосифа был декретом от 18 марта 1860 года упразднён, однако кавалеры этого ордена имели право по-прежнему носит его по своему желанию.
Орденом награждались как светские, так и духовные лица; как военные, так и гражданские, а также иностранцы. Одним из главных условий для вступавшего в орден было исповедание католической религии.

## Классы
Начиная с 18 марта 1817 года орден Святого Иосифа имел три класса и на каждой — ограниченное количество членов (награждённых):
- I (Большой Крест, 20 человек)
- II (Командор, 30 человек)
- III (Рыцарский крест, 60 человек)

Великим магистром ордена был обычно правящий Великий герцог (как в Италии, так и в Германии).
|                  |          |                        |
| Орденские планки |          |                        |
| Рыцарь           | Командор | Рыцарь Большого креста |

## Описание
Орденский знак представлял тобой шестиконечный крест белой эмали на золотом основании. На каждом из раздвоенных окончаний креста были укреплены по два золотых шарика (всего 12). В каждом из углов между крестовинами находится по три луча красной эмали на золотом основании. В центре креста на его передней стороне находится золотой медальон с изображением святого Иосифа с надписью вокруг него: «UBIQUE SIMILIS» (девиз ордена). На обратной стороне ордена были выбиты литеры «S. J. F.» и год 1807. Над крестом — небольшая золотая корона. Орденская лента красного цвета, с широкими полями по краям.
Кавалеры Большого креста носили Большой Крест на нагрудной ленте, перекинутой с правого плеча к левому бедру. Командоры носили свой орден на шейной ленте, рыцари — со звездой на левой стороне груди. К Большому кресту также прилагалась Серебряная Звезда такой же формы и размера, что и крест, но без короны. В особых случаях Большой крест также носился как кулон на шее, однако вместо ленты использовалась золотая цепь, звенья которой состояли вперемешку из золотых розочек и оправленных в покрытое красной эмалью золото драгоценных камней.

## Иллюстрации

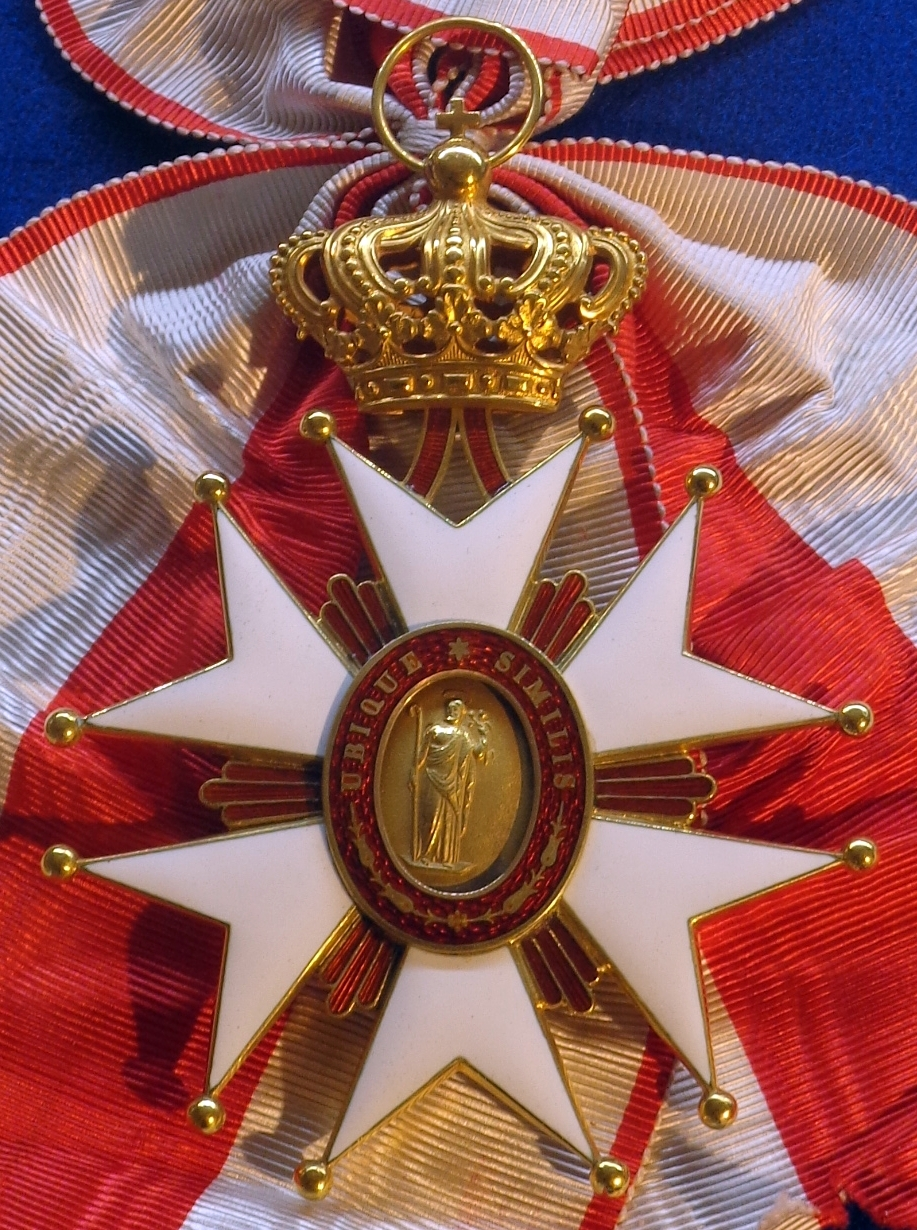
Знак Большого креста
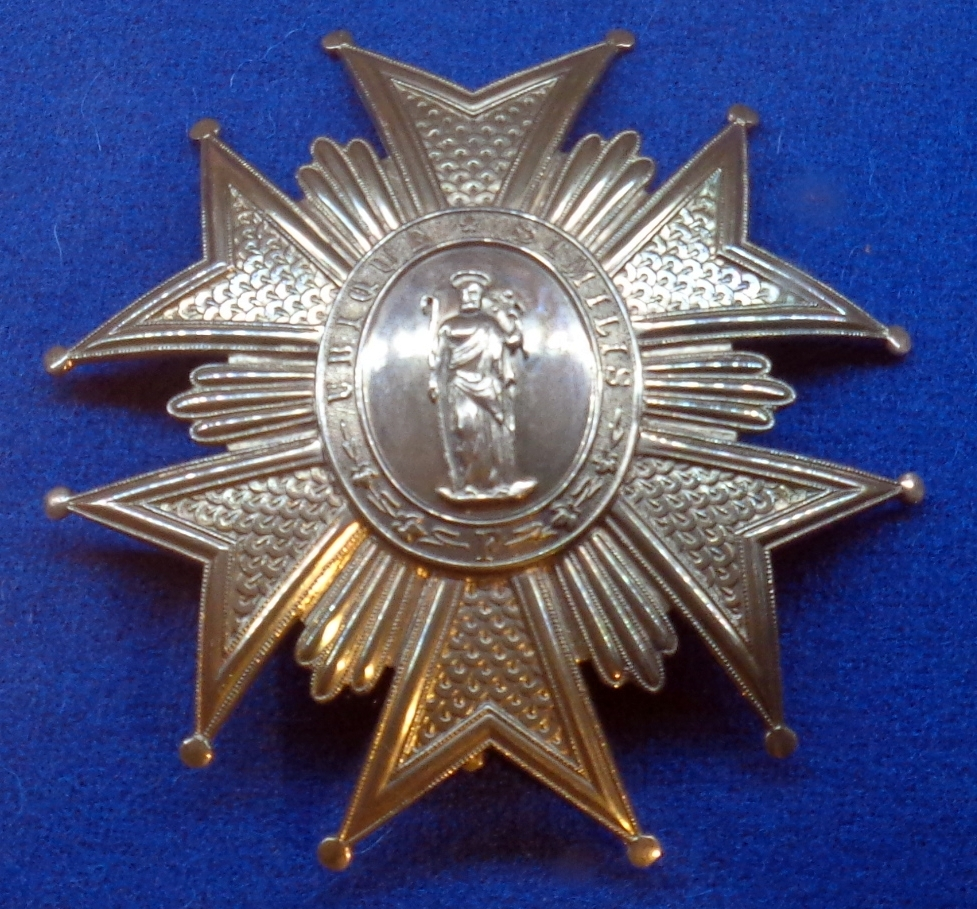
Звезда Большого креста

## Награждённые
Среди носителей ордена Святого Иосифа были Наполеон Бонапарт, Шарль-Морис де Талейран-Перигор, художник Жан-Огюст-Доминик Энгр, император Франц II и др.